# Південні та Північні династії
Південні та Північні династії (спрощ.: 南北朝; піньїнь: Nánběicháo) — період у китайській історії. Згідно з історичною класифікацією слідує за періодом шістнадцяти держав. Склався в результаті утворення держави Північна Вей, яка об'єднала північний Китай. У 534 році після розпаду останньої утворилося декілька держав, що боролися за владу. На півдні Китаю в результаті заколоту у 420 році була повалена Східна Цзінь. Після цього розпочався період розпаду півдня на декілька держав. Багато задля об'єднання Китаю зробила династія Північна Чжоу. Завершили процес відновлення єдності Китаю імператори з династії Суй у 589 році.

## Історія
Період шістнадцяти держав було завершено у 431 році захопленням північною Вей останнього «варварського» царства Ся. Володарювання північної Вей знаменується відновленням стабільності економічної та політичної. Було завершено тривале протистояння між різними племенами та державами. Відроджуються міста, відновлюються торговельні зв'язки. Цей процес тривав до 534 року, коли внаслідок внутрішніх суперечок держава Північна Вей розпалася на царства Західна Вей та Східна Вей. Їх незабаром замінили Північна Ці та Північна Чжоу. Остання у 577 році підкорила Північну Ці, об'єднавши північний Китай.
На півдні стабільність остаточно була порушена родичем імператора з династії Східна Цзінь — Лю Юєм. У 420 році він заснував нову державу. Згодом вона розкололася на декілька держав. Частину з них підкорила династія Північна Чжоу. У 581 році, поваливши Північну Чжоу Ян Цзянь, заснував нову династію Суй, а у 589 році повністю об'єднав увесь Китай.

## Культура
Цей період відзначається посиленням впливу буддизму. Особливо це було відчутно на півночі Китаю. В останній період Східної Цзінь знать дедалі більше захоплюється буддизмом. У зв'язку з цим налагоджуються культурні зв'язки з Індією. Водночас набуває впливу даосизму у вигляді неодаосизму.
Відомою поетесою цього періоду є Бао Лінхуей. Багато зробив для розвитку прозорової літератури представник імператорської династії — Лю Іцін. Літературну славу здобув Сюй Лін. Також з'являються нові напрямки у живопису. Наприкінці існування династії починає малювали художники Лу Таньвей, Чжан Сен'ю, Чжан Цзицянь.

## Держави
Північні династії
- Династія Північна Вей
- Династія Східна Вей
- Династія Західна Вей
- Династія Північна Ці
- Династія Північна Чжоу

Південні династії
- Лю Сун
- Династія Південна Ці
- Династія Лян
- Династія Чень